# Chaetostoma vasquezi
Chaetostoma vasquezi är en fiskart som beskrevs av Lasso och Provenzano, 1998. Chaetostoma vasquezi ingår i släktet Chaetostoma och familjen Loricariidae. Inga underarter finns listade i Catalogue of Life.